# Superliga 2018-2019 (pallavolo femminile, Serbia)
La Superliga 2018-2019 si è svolta dal 29 settembre 2018 al 2 maggio 2019: al torneo hanno partecipato 10 squadre di club serbe femminili e la vittoria finale è andata per la prima volta allo Železničar Lajkovac.

## Regolamento

### Formula
Le squadre hanno disputato un girone all'italiana, con gare di andata e ritorno, per un totale di diciotto giornate; al termine della regular season:
- Le prime sei classificate hanno avuto accesso alla Mini Liga 1º-6º posto, un secondo girone all'italiana con gare di andata e ritorno per un totale di dieci giornate; i punti ottenuti nel corso della stagione regolare contribuiscono alla classifica finale delle formazioni impegnate. Al termine della Mini Liga le prime quattro classificate hanno avuto accesso ai play-off scudetto, strutturati in semifinali e finale, giocati entrambi al meglio di tre vittorie su cinque gare, con incroci basati sul piazzamento in Mini Liga.
- Le ultime quattro classificate hanno avuto accesso alla Mini Liga 7º-10º posto, un torneo con regole analoghe a quelle della Mini Liga 1º-6º posto. Al termine di questa fase:
  - L'ultima classificata è retrocessa in Prva Liga 2019-20.
  - La penultima classificata si è qualificata ai play-out promozione-retrocessione contro la seconda classificata della Prva Liga, strutturati in una finale giocata al meglio di due vittorie su tre gare: la vincente dello spareggio ha ottenuto il diritto a partecipare alla Superliga 2019-20 mentre la perdente è stata relegata in Prva Liga[2].

### Criteri di classifica
Se il risultato finale è stato di 3-0 o 3-1 sono stati assegnati 3 punti alla squadra vincente e 0 a quella sconfitta, se il risultato finale è stato di 3-2 sono stati assegnati 2 punti alla squadra vincente e 1 a quella sconfitta.
L'ordine del posizionamento in classifica è stato definito in base a:
- Numero di partite vinte;
- Punti;
- Ratio dei set vinti/persi;
- Ratio dei punti realizzati/subiti[2].

## Squadre partecipanti
Alla Superliga 2018-2019 hanno partecipato dieci squadre: dalla Prva Liga 2017-18 è stato promosso l'Ub, prima classificata, mentre il play-out promozione-retrocessione ha visto la vittoria del Klek Srbijašume, penultima classificata in Superliga 2017-18, contro il Takovo, seconda classificata in Prva Liga.
| Club                   | Stagione | Città        | Impianto                   | Stagione precedente                                 |
| ---------------------- | -------- | ------------ | -------------------------- | --------------------------------------------------- |
| Dinamo Pančevo         | dettagli | Pančevo      | Hala sportova Strelište    | 7ª in Superliga; quarti di finale play-off scudetto |
| Jedinstvo Stara Pazova | dettagli | Stara Pazova | Hala sportova              | 4ª in Superliga; semifinali play-off scudetto       |
| Klek Srbijašume        | dettagli | Zrenjanin    | Dvorana Miloš Grbić        | 9ª in Superliga                                     |
| Partizan               | dettagli | Belgrado     | Hala Impuls                | 8ª in Superliga; quarti di finale play-off scudetto |
| Spartak Subotica       | dettagli | Subotica     | Hala Sportova Dudova Šuma  | 5ª in Superliga; quarti di finale play-off scudetto |
| Stella Rossa           | dettagli | Belgrado     | Ustanova Sportski Voždovac | 3ª in Superliga; finale play-off scudetto           |
| TENT                   | dettagli | Obrenovac    | Sportsko-kulturni centar   | 6ª in Superliga; quarti di finale play-off scudetto |
| Ub                     | dettagli | Ub           | Sportska hala Ub           | 1ª in Prva Liga                                     |
| Vizura                 | dettagli | Belgrado     | Sportski centar Vizura     | 1ª in Superliga; campione di Serbia                 |
| Železničar Lajkovac    | dettagli | Lajkovac     | Lajkovac Hala Sportova     | 2ª in Superliga; semifinali play-off scudetto       |

## Torneo

### Regular season

#### Risultati
| Prima giornata |                                      |     |                                   |
|                |                                      |     |                                   |
| 29-09          | Vizura - Partizan                    | 3-2 | 23-25, 25-18, 22-25, 25-22, 15-9  |
| 29-09          | Dinamo Pančevo - TENT                | 1-3 | 21-25, 19-25, 25-23, 23-25        |
| 30-09          | Spartak Subotica - Ub                | 1-3 | 13-25, 25-20, 20-25, 22-25        |
| 24-10          | Klek Srbijašume - Stella Rossa       | 2-3 | 25-22, 25-20, 16-25, 20-25, 18-20 |
| 29-09          | Jedinstvo Stara Pazova - Ž. Lajkovac | 0-3 | 22-25, 13-25, 14-25               |

| Seconda giornata |                                       |     |                     |
|                  |                                       |     |                     |
| 05-10            | Partizan - Železničar Lajkovac        | 0-3 | 16-25, 29-31, 26-28 |
| 07-11            | Stella Rossa - Jedinstvo Stara Pazova | 3-0 | 25-16, 25-14, 25-14 |
| 04-10            | Ub - Klek Srbijašume                  | 3-0 | 25-22, 25-18, 25-19 |
| 06-10            | TENT - Spartak Subotica               | 3-0 | 25-13, 27-25, 25-22 |
| 06-10            | Vizura - Dinamo Pančevo               | 3-0 | 25-20, 25-11, 25-19 |

| Terza giornata |                                    |     |                                  |
|                |                                    |     |                                  |
| 13-10          | Dinamo Pančevo - Partizan          | 1-3 | 20-25, 19-25, 25-19, 20-25       |
| 14-10          | Spartak Subotica - Vizura          | 0-3 | 15-25, 20-25, 14-25              |
| 13-10          | Klek Srbijašume - TENT             | 2-3 | 18-25, 25-18, 25-21, 16-25, 9-15 |
| 13-10          | Jedinstvo Stara Pazova - Ub        | 3-0 | 25-22, 25-15, 25-17              |
| 15-11          | Železničar Lajkovac - Stella Rossa | 3-0 | 26-24, 25-19, 25-22              |

| Quarta giornata |                                   |     |                                   |
|                 |                                   |     |                                   |
| 21-11           | Partizan - Stella Rossa           | 3-2 | 25-23, 23-25, 25-18, 14-25, 16-14 |
| 16-10           | Ub - Železničar Lajkovac          | 0-3 | 10-25, 25-27, 18-25               |
| 17-10           | TENT - Jedinstvo Stara Pazova     | 1-3 | 29-31, 20-25, 25-23, 22-25        |
| 17-10           | Vizura - Klek Srbijašume          | 3-0 | 25-23, 25-11, 26-24               |
| 17-10           | Dinamo Pančevo - Spartak Subotica | 1-3 | 25-23, 12-25, 11-25, 22-25        |

| Quinta giornata |                                  |     |                                  |
|                 |                                  |     |                                  |
| 20-10           | Spartak Subotica - Partizan      | 3-0 | 25-18, 27-25, 25-21              |
| 20-10           | Klek Srbijašume - Dinamo Pančevo | 3-0 | 25-19, 25-13, 25-15              |
| 20-10           | Jedinstvo Stara Pazova - Vizura  | 3-0 | 25-21, 25-18, 25-19              |
| 20-10           | Železničar Lajkovac - TENT       | 3-2 | 26-24, 17-25, 25-15, 22-25, 15-6 |
| 19-10           | Stella Rossa - Ub                | 3-0 | 25-22, 25-21, 25-15              |

| Sesta giornata |                                         |     |                                  |
|                |                                         |     |                                  |
| 26-10          | Partizan - Ub                           | 3-0 | 25-15, 25-10, 25-22              |
| 28-10          | TENT - Stella Rossa                     | 2-3 | 25-21, 25-22, 22-25, 23-25, 9-15 |
| 28-10          | Vizura - Železničar Lajkovac            | 1-3 | 18-25, 25-22, 14-25, 16-25       |
| 27-10          | Dinamo Pančevo - Jedinstvo Stara Pazova | 0-3 | 14-25, 17-25, 15-25              |
| 28-10          | Spartak Subotica - Klek Srbijašume      | 3-1 | 25-17, 26-24, 19-25, 25-18       |

| Settima giornata |                                           |     |                            |
|                  |                                           |     |                            |
| 03-11            | Klek Srbijašume - Partizan                | 0-3 | 25-27, 19-25, 23-25        |
| 03-11            | Jedinstvo Stara Pazova - Spartak Subotica | 3-1 | 25-21, 17-25, 25-20, 25-20 |
| 03-11            | Železničar Lajkovac - Dinamo Pančevo      | 3-0 | 25-17, 25-19, 25-9         |
| 02-11            | Stella Rossa - Vizura                     | 1-3 | 18-25, 18-25, 25-16, 23-25 |
| 04-11            | Ub - TENT                                 | 0-3 | 23-25, 21-25, 16-25        |

| Ottava giornata |                                          |     |                            |
|                 |                                          |     |                            |
| 09-11           | Partizan - TENT                          | 3-0 | 25-18, 25-22, 25-21        |
| 10-11           | Vizura - Ub                              | 3-0 | 25-13, 26-24, 25-20        |
| 10-11           | Dinamo Pančevo - Stella Rossa            | 1-3 | 17-25, 21-25, 25-20, 28-30 |
| 08-11           | Spartak Subotica - Železničar Lajkovac   | 3-1 | 25-21, 25-13, 14-25, 25-17 |
| 10-11           | Klek Srbijašume - Jedinstvo Stara Pazova | 1-3 | 18-25, 24-26, 25-23, 23-25 |

| Nona giornata |                                       |     |                                   |
|               |                                       |     |                                   |
| 18-11         | Jedinstvo Stara Pazova - Partizan     | 3-1 | 25-20, 14-25, 25-19, 26-24        |
| 18-11         | Železničar Lajkovac - Klek Srbijašume | 3-0 | 25-13, 25-23, 25-17               |
| 19-11         | Stella Rossa - Spartak Subotica       | 3-0 | 25-19, 25-11, 25-15               |
| 17-11         | Ub - Dinamo Pančevo                   | 3-2 | 25-19, 27-29, 22-25, 25-14, 16-14 |
| 16-11         | TENT - Vizura                         | 3-2 | 25-17, 25-16, 23-25, 21-25, 18-16 |

| Decima giornata |                                       |     |                                   |
|                 |                                       |     |                                   |
| 24-11           | Partizan - Vizura                     | 2-3 | 25-27, 25-17, 25-20, 15-25, 12-15 |
| 24-11           | TENT - Dinamo Pančevo                 | 3-1 | 16-25, 25-16, 25-19, 25-15        |
| 22-11           | Ub - Spartak Subotica                 | 0-3 | 17-25, 21-25, 18-25               |
| 23-11           | Stella Rossa - Klek Srbijašume        | 3-0 | 25-16, 25-16, 25-20               |
| 24-11           | Železničar Lajkovac - J. Stara Pazova | 3-2 | 25-15, 18-25, 25-18, 22-25, 16-14 |

| Undicesima giornata |                                       |     |                                   |
|                     |                                       |     |                                   |
| 01-12               | Železničar Lajkovac - Partizan        | 0-3 | 26-28, 16-25, 21-25               |
| 01-12               | Jedinstvo Stara Pazova - Stella Rossa | 3-2 | 22-25, 25-21, 19-25, 25-17, 15-13 |
| 30-11               | Klek Srbijašume - Ub                  | 3-1 | 17-25, 25-18, 26-24, 25-19        |
| 02-12               | Spartak Subotica - TENT               | 2-3 | 26-24, 14-25, 25-16, 21-25, 12-15 |
| 01-12               | Dinamo Pančevo - Vizura               | 1-3 | 20-25, 25-14, 16-25, 17-25        |

| Dodicesima giornata |                                    |     |                                   |
|                     |                                    |     |                                   |
| 07-12               | Partizan - Dinamo Pančevo          | 3-1 | 25-20, 26-24, 21-25, 25-19        |
| 08-12               | Vizura - Spartak Subotica          | 2-3 | 25-21, 25-19, 19-25, 23-25, 11-15 |
| 08-12               | TENT - Klek Srbijašume             | 3-0 | 25-11, 25-19, 25-16               |
| 08-12               | Ub - Jedinstvo Stara Pazova        | 1-3 | 26-28, 21-25, 25-21, 22-25        |
| 08-12               | Stella Rossa - Železničar Lajkovac | 3-1 | 23-25, 25-21, 25-13, 25-16        |

| Tredicesima giornata |                                   |     |                            |
|                      |                                   |     |                            |
| 14-12                | Stella Rossa - Partizan           | 3-1 | 25-16, 25-13, 23-25, 25-19 |
| 16-12                | Železničar Lajkovac - Ub          | 3-1 | 17-25, 25-17, 25-12, 25-21 |
| 16-12                | Jedinstvo Stara Pazova - TENT     | 3-0 | 25-14, 25-17, 25-19        |
| 15-12                | Klek Srbijašume - Vizura          | 0-3 | 26-28, 20-25, 21-25        |
| 14-12                | Spartak Subotica - Dinamo Pančevo | 3-1 | 25-18, 24-26, 25-18, 25-20 |

| Quattordicesima giornata |                                  |     |                                   |
|                          |                                  |     |                                   |
| 21-12                    | Partizan - Spartak Subotica      | 2-3 | 25-18, 23-25, 17-25, 25-20, 8-15  |
| 22-12                    | Dinamo Pančevo - Klek Srbijašume | 2-3 | 19-25, 25-13, 23-25, 25-23, 12-15 |
| 20-12                    | Vizura - Jedinstvo Stara Pazova  | 3-0 | 25-21, 25-19, 25-18               |
| 22-12                    | TENT - Železničar Lajkovac       | 2-3 | 22-25, 25-23, 23-25, 25-17, 9-15  |
| 21-12                    | Ub - Stella Rossa                | 0-3 | 17-25, 19-25, 11-25               |

| Quindicesima giornata |                                         |     |                            |
|                       |                                         |     |                            |
| 29-12                 | Ub - Partizan                           | 3-1 | 25-17, 25-23, 20-25, 25-20 |
| 26-12                 | Stella Rossa - TENT                     | 3-1 | 25-20, 25-18, 22-25, 25-22 |
| 29-12                 | Železničar Lajkovac - Vizura            | 1-3 | 29-31, 17-25, 25-23, 21-25 |
| 28-12                 | Jedinstvo Stara Pazova - Dinamo Pančevo | 3-0 | 25-17, 25-18, 25-15        |
| 28-12                 | Klek Srbijašume - Spartak Subotica      | 3-1 | 11-25, 25-23, 25-19, 25-21 |

| Sedicesima giornata |                                           |     |                                   |
|                     |                                           |     |                                   |
| 12-01               | Partizan - Klek Srbijašume                | 0-3 | 20-25, 17-25, 19-25               |
| 13-01               | Spartak Subotica - Jedinstvo Stara Pazova | 2-3 | 25-19, 25-20, 17-25, 23-25, 11-15 |
| 12-01               | Dinamo Pančevo - Železničar Lajkovac      | 3-2 | 25-16, 18-25, 17-25, 27-25, 15-9  |
| 12-01               | Vizura - Stella Rossa                     | 2-3 | 23-25, 25-23, 15-25, 25-20, 13-15 |
| 12-01               | TENT - Ub                                 | 3-0 | 25-16, 25-14, 25-16               |

| Diciassettesima giornata |                                          |     |                                   |
|                          |                                          |     |                                   |
| 18-01                    | TENT - Partizan                          | 3-0 | 25-19, 25-15, 25-22               |
| 19-01                    | Ub - Vizura                              | 1-3 | 17-25, 16-25, 27-25, 20-25        |
| 20-01                    | Stella Rossa - Dinamo Pančevo            | 3-2 | 14-25, 23-25, 25-11, 27-25, 17-15 |
| 19-01                    | Železničar Lajkovac - Spartak Subotica   | 3-1 | 25-20, 23-25, 25-19, 25-16        |
| 19-01                    | Jedinstvo Stara Pazova - Klek Srbijašume | 3-2 | 25-18, 22-25, 25-21, 25-27, 15-10 |

| Diciottesima giornata |                                       |     |                                   |
|                       |                                       |     |                                   |
| 25-01                 | Partizan - Jedinstvo Stara Pazova     | 0-3 | 19-25, 14-25, 15-25               |
| 26-01                 | Klek Srbijašume - Železničar Lajkovac | 2-3 | 25-17, 25-21, 13-25, 20-25, 9-15  |
| 25-01                 | Spartak Subotica - Stella Rossa       | 0-3 | 19-25, 12-25, 14-25               |
| 26-01                 | Dinamo Pančevo - Ub                   | 3-2 | 25-20, 25-22, 18-25, 18-25, 15-7  |
| 24-01                 | Vizura - TENT                         | 3-2 | 25-15, 25-21, 20-25, 20-25, 15-12 |

#### Classifica
| Pos. | Squadra                | Pt | G  | V  | P  | SV | SP | Ratio | PF    | PS    | Ratio |
| ---- | ---------------------- | -- | -- | -- | -- | -- | -- | ----- | ----- | ----- | ----- |
| 1.   | Stella Rossa           | 40 | 18 | 14 | 4  | 47 | 24 | 1,958 | 1 632 | 1 401 | 1,165 |
| 2.   | Jedinstvo Stara Pazova | 40 | 18 | 14 | 4  | 44 | 23 | 1,913 | 1 504 | 1 394 | 1,079 |
| 3.   | Vizura                 | 39 | 18 | 13 | 5  | 46 | 25 | 1,840 | 1 592 | 1 469 | 1,084 |
| 4.   | Železničar Lajkovac    | 36 | 18 | 13 | 5  | 44 | 26 | 1,692 | 1 574 | 1 423 | 1,106 |
| 5.   | TENT                   | 31 | 18 | 10 | 8  | 40 | 32 | 1,250 | 1 580 | 1 495 | 1,057 |
| 6.   | Spartak Subotica       | 24 | 18 | 8  | 10 | 32 | 38 | 0,842 | 1 473 | 1 515 | 0,972 |
| 7.   | Partizan               | 23 | 18 | 7  | 11 | 30 | 37 | 0,811 | 1 439 | 1 501 | 0,959 |
| 8.   | Klek Srbijašume        | 18 | 18 | 5  | 13 | 25 | 43 | 0,581 | 1 396 | 1 537 | 0,908 |
| 9.   | Ub                     | 12 | 18 | 4  | 14 | 18 | 46 | 0,391 | 1 292 | 1 488 | 0,868 |
| 10.  | Dinamo Pančevo         | 7  | 18 | 2  | 16 | 20 | 52 | 0,385 | 1 403 | 1 662 | 0,844 |

      Qualificata alla Mini Liga 1º-6º posto.
      Qualificata alla Mini Liga 7º-10º posto.

### Mini Liga 1º-6º posto

#### Risultati
| Prima giornata |                                 |     |                                   |
|                |                                 |     |                                   |
| 02-02          | Stella Rossa - Spartak Subotica | 3-0 | 25-16, 25-17, 25-21               |
| 02-02          | Jedinstvo Stara Pazova - TENT   | 3-0 | 25-22, 25-18, 25-17               |
| 02-02          | Vizura - Železničar Lajkovac    | 2-3 | 23-25, 20-25, 25-22, 25-17, 11-15 |

| Seconda giornata |                                        |     |                            |
|                  |                                        |     |                            |
| 08-02            | Spartak Subotica - Železničar Lajkovac | 0-3 | 16-25, 18-25, 17-25        |
| 09-02            | TENT - Vizura                          | 1-3 | 25-19, 15-25, 22-25, 14-25 |
| 08-02            | Stella Rossa - Jedinstvo Stara Pazova  | 1-3 | 25-15, 20-25, 24-26, 20-25 |

| Terza giornata |                                           |     |                     |
|                |                                           |     |                     |
| 16-02          | Jedinstvo Stara Pazova - Spartak Subotica | 3-0 | 25-18, 25-17, 25-19 |
| 14-02          | Vizura - Stella Rossa                     | 0-3 | 15-25, 23-25, 27-29 |
| 16-02          | Železničar Lajkovac - TENT                | 0-3 | 24-26, 20-25, 19-25 |

| Quarta giornata |                                    |     |                                  |
|                 |                                    |     |                                  |
| 22-02           | Spartak Subotica - TENT            | 3-1 | 25-19, 25-22, 24-26, 25-23       |
| 22-02           | Stella Rossa - Železničar Lajkovac | 3-1 | 22-25, 25-22, 25-17, 25-14       |
| 23-02           | Jedinstvo Stara Pazova - Vizura    | 3-2 | 25-15, 26-24, 9-25, 23-25, 20-18 |

| Quinta giornata |                                       |     |                            |
|                 |                                       |     |                            |
| 27-02           | Vizura - Spartak Subotica             | 3-1 | 16-25, 25-21, 25-13, 25-11 |
| 27-02           | Železničar Lajkovac - J. Stara Pazova | 3-1 | 25-23, 25-23, 23-25, 25-18 |
| 27-02           | TENT - Stella Rossa                   | 3-0 | 25-23, 25-17, 25-11        |

| Sesta giornata |                                 |     |                            |
|                |                                 |     |                            |
| 01-03          | Spartak Subotica - Stella Rossa | 1-3 | 25-23, 21-25, 18-25, 19-25 |
| 02-03          | TENT - Jedinstvo Stara Pazova   | 0-3 | 22-25, 23-25, 15-25        |
| 03-03          | Železničar Lajkovac - Vizura    | 3-0 | 25-21, 25-21, 25-17        |

| Settima giornata |                                        |     |                                   |
|                  |                                        |     |                                   |
| 16-03            | Železničar Lajkovac - Spartak Subotica | 3-0 | 25-16, 26-24, 25-20               |
| 16-03            | Vizura - TENT                          | 3-2 | 25-19, 25-21, 18-25, 26-28, 15-11 |
| 15-03            | Jedinstvo Stara Pazova - Stella Rossa  | 3-1 | 25-13, 16-25, 26-24, 25-22        |

| Ottava giornata |                                           |     |                                   |
|                 |                                           |     |                                   |
| 22-03           | Spartak Subotica - Jedinstvo Stara Pazova | 2-3 | 25-18, 13-25, 13-25, 25-23, 13-15 |
| 22-03           | Stella Rossa - Vizura                     | 3-2 | 25-22, 25-16, 22-25, 20-25, 22-20 |
| 21-03           | TENT - Železničar Lajkovac                | 3-0 | 25-22, 25-14, 25-22               |

| Nona giornata |                                    |     |                            |
|               |                                    |     |                            |
| 30-03         | TENT - Spartak Subotica            | 3-0 | 25-9, 25-21, 25-11         |
| 30-03         | Železničar Lajkovac - Stella Rossa | 1-3 | 18-25, 27-29, 25-22, 17-25 |
| 30-03         | Vizura - Jedinstvo Stara Pazova    | 1-3 | 25-19, 12-25, 23-25, 17-25 |

| Decima giornata |                                      |     |                            |
|                 |                                      |     |                            |
| 02-04           | Spartak Subotica - Vizura            | 0-3 | 17-25, 20-25, 19-25        |
| 03-04           | Jedinstvo Stara Pazova - Ž. Lajkovac | 1-3 | 25-17, 14-25, 28-30, 19-25 |
| 02-04           | Stella Rossa - TENT                  | 3-1 | 25-19, 21-25, 25-21, 25-18 |

#### Classifica
| Pos. | Squadra                | Pt | G  | V  | P  | SV | SP | Ratio | PF    | PS    | Ratio |
| ---- | ---------------------- | -- | -- | -- | -- | -- | -- | ----- | ----- | ----- | ----- |
| 1.   | Jedinstvo Stara Pazova | 62 | 28 | 22 | 6  | 70 | 36 | 1,944 | 2 390 | 2 206 | 1,083 |
| 2.   | Stella Rossa           | 60 | 28 | 21 | 7  | 70 | 39 | 1,795 | 2 516 | 2 217 | 1,135 |
| 3.   | Železničar Lajkovac    | 53 | 28 | 19 | 9  | 64 | 42 | 1,524 | 2 385 | 2 221 | 1,074 |
| 4.   | Vizura                 | 53 | 28 | 17 | 11 | 65 | 47 | 1,383 | 2 481 | 2 344 | 1,058 |
| 5.   | TENT                   | 44 | 28 | 14 | 14 | 57 | 50 | 1,140 | 2 351 | 2 256 | 1,042 |
| 6.   | Spartak Subotica       | 28 | 28 | 9  | 19 | 39 | 66 | 0,591 | 2 130 | 2 351 | 0,906 |

      Qualificata ai play-off scudetto.

### Play-off scudetto

#### Tabellone
|  | Semifinali | Semifinali             | Semifinali | Semifinali          | Semifinali | Semifinali | Semifinali |   |                        | Finale | Finale | Finale | Finale | Finale | Finale | Finale |  |
|  |            |                        |            |                     |            |            |            |   |                        |        |        |        |        |        |        |        |  |
|  | 1          | Jedinstvo Stara Pazova | 2          | 3                   | 3          | 3          |            |   |                        |        |        |        |        |        |        |        |  |
|  | 1          | Jedinstvo Stara Pazova | 2          | 3                   | 3          | 3          |            |   |                        |        |        |        |        |        |        |        |  |
|  | 4          | Vizura                 | 3          | 2                   | 1          | 1          |            |   |                        |        |        |        |        |        |        |        |  |
|  | 4          | Vizura                 | 3          | 2                   | 1          | 1          |            | 1 | Jedinstvo Stara Pazova | 3      | 3      | 1      | 1      | 0      |        |        |  |
|  |            |                        |            |                     |            |            |            | 1 | Jedinstvo Stara Pazova | 3      | 3      | 1      | 1      | 0      |        |        |  |
|  |            |                        | 3          | Železničar Lajkovac | 2          | 1          | 3          | 3 | 3                      |        |        |        |        |        |        |        |  |
|  | 2          | Stella Rossa           | 3          | Železničar Lajkovac | 2          | 1          | 3          | 3 | 3                      | 3      | 0      | 0      | 1      |        |        |        |  |
|  | 2          | Stella Rossa           |            |                     |            |            |            |   |                        |        |        | 0      | 1      |        |        |        |  |
|  | 3          | Železničar Lajkovac    | 2          | 3                   | 3          | 3          |            |   |                        |        |        |        |        |        |        |        |  |

#### Semifinali
| Gara 1 |                                    |     |                                   |
|        |                                    |     |                                   |
| 06-04  | Jedinstvo Stara Pazova - Vizura    | 2-3 | 28-30, 25-16, 21-25, 25-14, 14-16 |
| 06-04  | Stella Rossa - Železničar Lajkovac | 3-2 | 25-20, 13-25, 21-25, 26-24, 15-10 |

| Gara 2 |                                    |     |                                   |
|        |                                    |     |                                   |
| 09-04  | Vizura - Jedinstvo Stara Pazova    | 2-3 | 25-19, 25-18, 18-25, 23-25, 10-15 |
| 09-04  | Železničar Lajkovac - Stella Rossa | 3-0 | 25-23, 25-20, 25-23               |

| Gara 3 |                                    |     |                            |
|        |                                    |     |                            |
| 12-04  | Jedinstvo Stara Pazova - Vizura    | 3-1 | 25-20, 20-25, 25-19, 25-23 |
| 12-04  | Stella Rossa - Železničar Lajkovac | 0-3 | 20-25, 22-25, 21-25        |

| Gara 4 |                                    |     |                            |
|        |                                    |     |                            |
| 15-04  | Vizura - Jedinstvo Stara Pazova    | 1-3 | 15-25, 22-25, 25-20, 20-25 |
| 15-04  | Železničar Lajkovac - Stella Rossa | 3-1 | 25-20, 25-20, 24-26, 25-23 |

#### Finale
| Gara 1 |                                      |     |                                   |
|        |                                      |     |                                   |
| 21-04  | Jedinstvo Stara Pazova - Ž. Lajkovac | 3-2 | 21-25, 21-25, 25-21, 25-23, 16-14 |

| Gara 2 |                                       |     |                            |
|        |                                       |     |                            |
| 24-04  | Železničar Lajkovac - J. Stara Pazova | 1-3 | 19-25, 25-23, 22-25, 20-25 |

| Gara 3 |                                      |     |                            |
|        |                                      |     |                            |
| 27-04  | Jedinstvo Stara Pazova - Ž. Lajkovac | 1-3 | 21-25, 23-25, 25-18, 17-25 |

| Gara 4 |                                       |     |                            |
|        |                                       |     |                            |
| 30-04  | Železničar Lajkovac - J. Stara Pazova | 3-1 | 25-23, 28-26, 17-25, 25-22 |

| \| Gara 5 \| \| \| \| \| \| \| \| \| \| 02-05 \| Jedinstvo Stara Pazova - Ž. Lajkovac \| 0-3 \| 13-25, 23-25, 21-25 \| |                                      |     |                     |
| Gara 5 |                                      |     |                     |
| |                                      |     |                     |
| 02-05 | Jedinstvo Stara Pazova - Ž. Lajkovac | 0-3 | 13-25, 23-25, 21-25 |

### Mini Liga 7º-10º posto

#### Risultati
| Prima giornata |                           |     |                            |
|                |                           |     |                            |
| 01-02          | Partizan - Dinamo Pančevo | 3-1 | 17-25, 25-17, 25-23, 25-15 |
| 02-02          | Klek Srbijašume - Ub      | 3-1 | 25-19, 25-20, 24-26, 25-19 |

| Seconda giornata |                            |     |                                   |
|                  |                            |     |                                   |
| 09-02            | Dinamo Pančevo - Ub        | 3-2 | 21-25, 19-25, 25-23, 25-22, 15-12 |
| 08-02            | Partizan - Klek Srbijašume | 3-0 | 25-18, 25-17, 25-23               |

| Terza giornata |                                  |     |                            |
|                |                                  |     |                            |
| 16-02          | Klek Srbijašume - Dinamo Pančevo | 1-3 | 25-19, 15-25, 17-25, 12-25 |
| 16-02          | Ub - Partizan                    | 3-0 | 25-18, 25-20, 26-24        |

| Quarta giornata |                           |     |                                   |
|                 |                           |     |                                   |
| 23-02           | Ub - Klek Srbijašume      | 3-0 | 25-19, 25-22, 25-18               |
| 23-02           | Dinamo Pančevo - Partizan | 2-3 | 26-24, 15-25, 25-17, 23-25, 11-15 |

| Quinta giornata |                            |     |                                   |
|                 |                            |     |                                   |
| 01-03           | Ub - Dinamo Pančevo        | 3-1 | 25-23, 23-25, 27-25, 25-19        |
| 03-03           | Klek Srbijašume - Partizan | 3-2 | 25-21, 25-23, 18-25, 27-29, 15-12 |

| Sesta giornata |                                  |     |                            |
|                |                                  |     |                            |
| 15-03          | Dinamo Pančevo - Klek Srbijašume | 1-3 | 20-25, 25-23, 23-25, 19-25 |
| 15-03          | Partizan - Ub                    | 0-3 | 22-25, 21-25, 19-25        |

#### Classifica
| Pos. | Squadra         | Pt | G  | V  | P  | SV | SP | Ratio | PF    | PS    | Ratio |
| ---- | --------------- | -- | -- | -- | -- | -- | -- | ----- | ----- | ----- | ----- |
| 7.   | Partizan        | 32 | 24 | 10 | 14 | 41 | 49 | 0,837 | 1 946 | 2 000 | 0,973 |
| 8.   | Klek Srbijašume | 26 | 24 | 8  | 16 | 35 | 56 | 0,625 | 1 889 | 2 062 | 0,916 |
| 9.   | Ub              | 25 | 24 | 8  | 16 | 33 | 53 | 0,623 | 1 809 | 1 967 | 0,920 |
| 10.  | Dinamo Pančevo  | 13 | 24 | 4  | 20 | 31 | 67 | 0,463 | 1 961 | 2 234 | 0,878 |

      Qualificata ai play-out promozione-retrocessione.
      Retrocessa in Prva Liga.

### Play-out promozione-retrocessione
| Gara 1 |           |     |                     |
|        |           |     |                     |
| 20-03  | Ub - SREM | 3-0 | 25-12, 25-19, 25-16 |

| Gara 2 |           |     |                     |
|        |           |     |                     |
| 23-03  | SREM - Ub | 0-3 | 24-26, 16-25, 12-25 |

## Classifica finale[3]
| Pos | Squadra                | Qualificazione    |
| --- | ---------------------- | ----------------- |
|     | Železničar Lajkovac    |                   |
| 2   | Jedinstvo Stara Pazova |                   |
| 3   | Stella Rossa           |                   |
| 4   | Vizura                 |                   |
| 5   | TENT                   |                   |
| 6   | Spartak Subotica       |                   |
| 7   | Partizan               |                   |
| 8   | Klek Srbijašume        |                   |
| 9   | Ub                     |                   |
| 10  | Dinamo Pančevo         | Prva Liga 2019-20 |

## Statistiche
| Rendimento individuale | Rendimento individuale | Rendimento individuale | Rendimento individuale |
| Pos.                   | Nome                   | Punti                  | Squadra                |
| ---------------------- | ---------------------- | ---------------------- | ---------------------- |
| 1                      | Katarina Lazović       | 685                    | Vizura                 |
| 2                      | Milka Stijepić         | 586                    | Stella Rossa           |
| 3                      | Jovana Mirosavljević   | 506                    | Jedinstvo Stara Pazova |
| 4                      | Jelena Mlađenović      | 470                    | Železničar Lajkovac    |
| 5                      | Milena Koprivica       | 452                    | Jedinstvo Stara Pazova |
| 6                      | Sara Pavlović          | 437                    | Dinamo Pančevo         |
| 7                      | Milana Rajlić          | 436                    | Spartak Subotica       |
| 8                      | Milica Kubura          | 417                    | Partizan               |
| 9                      | Maja Savić             | 397                    | Železničar Lajkovac    |
| 10                     | Marija Vujnović        | 395                    | Jedinstvo Stara Pazova |

| Attacchi vincenti | Attacchi vincenti    | Attacchi vincenti | Attacchi vincenti      |
| Pos.              | Nome                 | Punti             | Squadra                |
| ----------------- | -------------------- | ----------------- | ---------------------- |
| 1                 | Katarina Lazović     | 600               | Vizura                 |
| 2                 | Milka Stijepić       | 502               | Stella Rossa           |
| 3                 | Jovana Mirosavljević | 397               | Jedinstvo Stara Pazova |
| 4                 | Milana Rajlić        | 395               | Spartak Subotica       |
| 5                 | Jelena Mlađenović    | 384               | Železničar Lajkovac    |
| 6                 | Sara Pavlović        | 376               | Dinamo Pančevo         |
| 7                 | Milica Kubura        | 367               | Partizan               |
| 8                 | Jelena Lazić         | 321               | TENT                   |
| 9                 | Marija Vujnović      | 317               | Jedinstvo Stara Pazova |
| 10                | Katarina Gajević     | 308               | Vizura                 |

| Muri vincenti | Muri vincenti         | Muri vincenti | Muri vincenti          |
| Pos.          | Nome                  | Punti         | Squadra                |
| ------------- | --------------------- | ------------- | ---------------------- |
| 1             | Maja Savić            | 152           | Železničar Lajkovac    |
| 2             | Jovana Kocić          | 109           | Vizura                 |
| 3             | Milena Koprivica      | 95            | Jedinstvo Stara Pazova |
| 4             | Saška Đurović         | 86            | TENT                   |
| 4             | Milica Živanović      | 86            | Spartak Subotica       |
| 6             | Aleksandra Gajić      | 79            | Železničar Lajkovac    |
| 6             | Božica Marković       | 79            | Stella Rossa           |
| 8             | Katarina Čanak        | 78            | Stella Rossa           |
| 9             | Aleksandra Mihajlović | 77            | Partizan               |
| 10            | Sonja Karišik         | 64            | Ub                     |

| Battute vincenti | Battute vincenti      | Battute vincenti | Battute vincenti       |
| Pos.             | Nome                  | Punti            | Squadra                |
| ---------------- | --------------------- | ---------------- | ---------------------- |
| 1                | Jovana Mirosavljević  | 70               | Jedinstvo Stara Pazova |
| 2                | Emilija Antanasijević | 60               | Jedinstvo Stara Pazova |
| 3                | Milena Koprivica      | 59               | Jedinstvo Stara Pazova |
| 4                | IvanaLazarević        | 54               | Železničar Lajkovac    |
| 4                | Marija Vujnović       | 54               | Jedinstvo Stara Pazova |
| 6                | Isidora Rodić         | 50               | Vizura                 |
| 7                | Anđela Veselinović    | 48               | Vizura                 |
| 8                | Jelena Oluić          | 46               | Železničar Lajkovac    |
| 9                | Maja Savić            | 44               | Železničar Lajkovac    |
| 10               | Katarina Lazović      | 43               | Vizura                 |
| 10               | Ana Pejićić           | 43               | Vizura                 |